# Pierre-Félix Lagrange
Pour les articles homonymes, voir Lagrange.
Pierre-Félix Lagrange, né en 1857 à Soumensac (Lot-et-Garonne) et mort en 1928 à Paris, est un ophtalmologue français.

## Biographie
Pierre-Félix Lagrange naît de Lagrange, forgeron à Soumensac, et Irma Bommartin. Écolier vif, il est remarqué par son instituteur qui incite sa famille à lui faire suivre des études qui le mènent à la Faculté de Médecine de Bordeaux. Reçu professeur agrégé de chirurgie dès l'âge de 26 ans, il se tourne par la suite vers l'ophtalmologie. Il connaît une carrière brillante, récompensée par de nombreux titres.
Pierre-Félix Lagrange a inventé de nombreux traitements ophtalmologiques pour lutter contre les tumeurs de l'œil, le strabisme, les anomalies de la réfraction et le glaucome. Il a en particulier mis au point un traitement chirurgical du glaucome chronique : ensemble de maladies qui se caractérisent par l'excès de pression exercée par le liquide contenu dans l'œil, l'humeur aqueuse, sur le nerf optique pouvant entraîner la cécité ou des troubles graves. Il a laissé son nom à l'opération chirurgicale qui allie iridectomie et sclérectomie et permet de diminuer cette pression, l'« opération de Lagrange », que l'on trouve encore mentionnée dans les précis médicaux utilisés aujourd'hui en France ou à l'étranger par les étudiants.
Il a eu trois enfants. Sa fille Mathilde Henriette a épousé Pierre Cathala.

## Œuvres
- Etudes sur les tumeurs de l'œil, de l'orbite et des annexes. Paris, G. Steinheil, 1893.
- " Précis d'ophtalmologie " avec 229 figures dans le texte, et 4 planches en chromolithographie hors-texte, chez Octave Doin Éditeur, Paris, 1897.
- Rapport sur le diagnostic et le traitement des tumeurs de l'orbite. Paris, 1903.
- Atlas d'ophtalmoscopie de guerre. 1918

## Distinctions
- Membre de l'Institut
- Correspondant de l'Académie des sciences
- Associé national de l'Académie de médecine
- Commandeur de la Légion d'honneur

## Hommages
Un buste a été érigé après sa mort sur la place de son village natal.

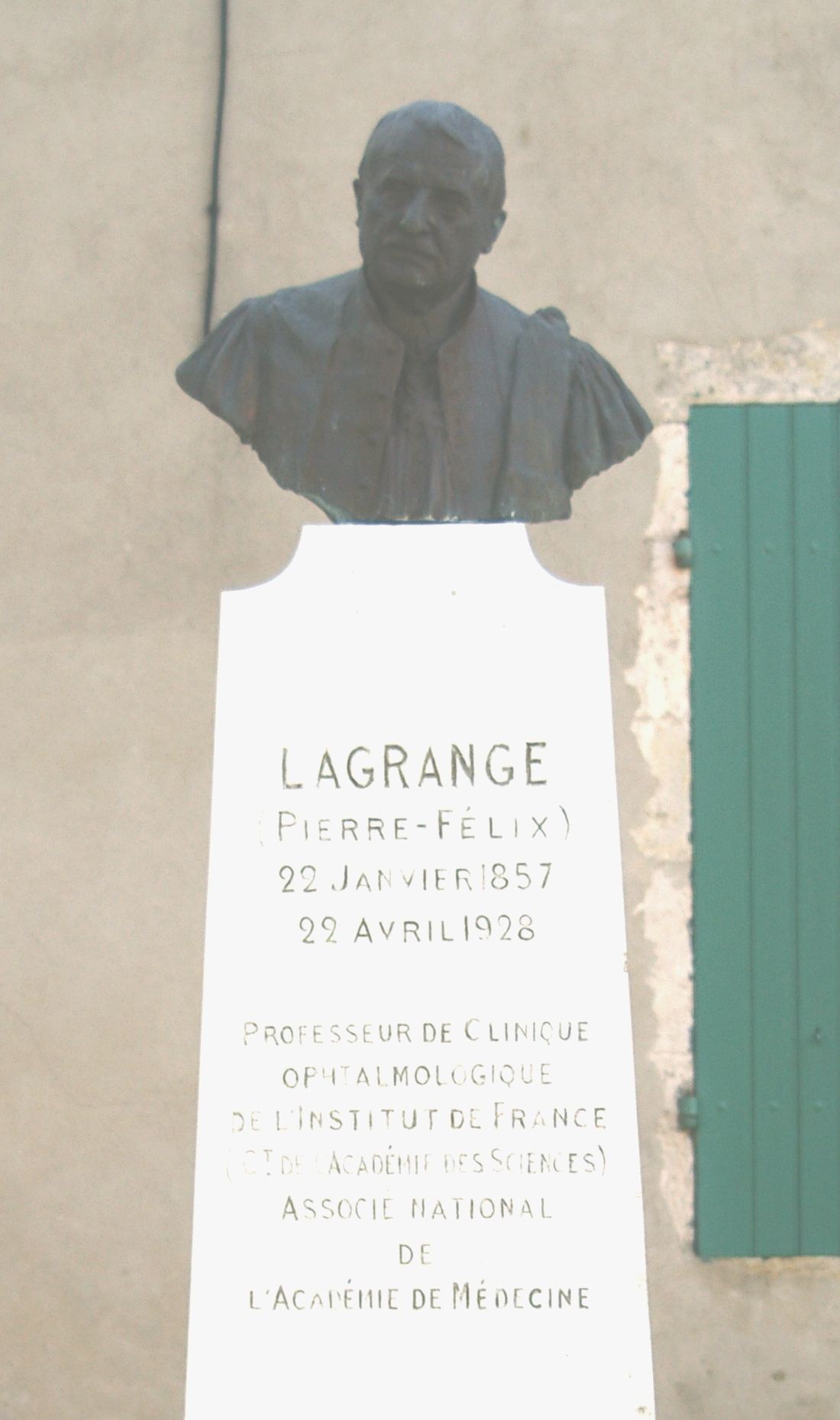
Buste de Pierre-Félix Lagrange à Soumensac (Lot-et-Garonne).
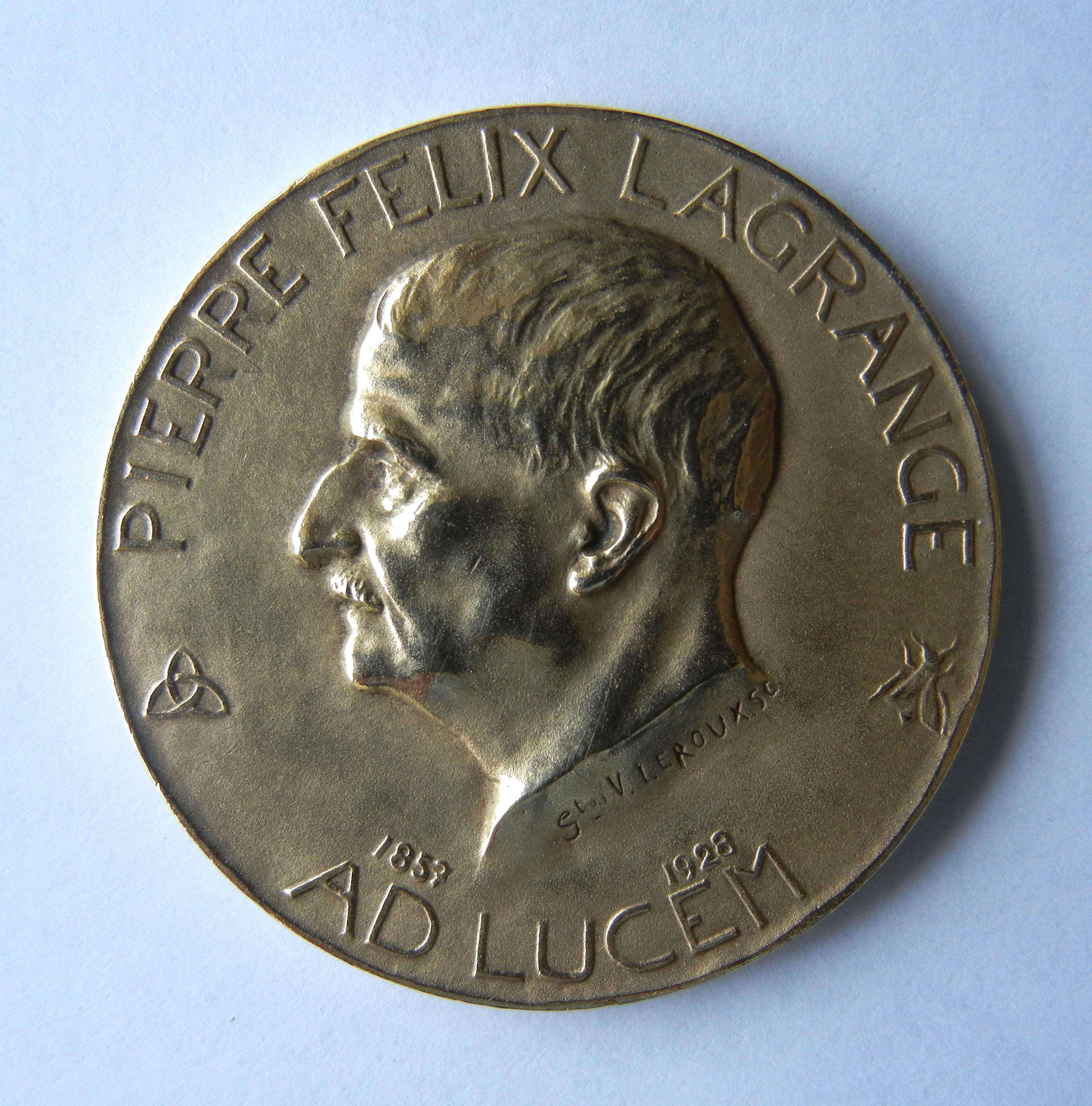
Médaille uniface en bronze argenté. Pierre-Félix Lagrange. Ad lucem. Graveur Gaston Veuvenot Leroux (1854-1942). Avers.
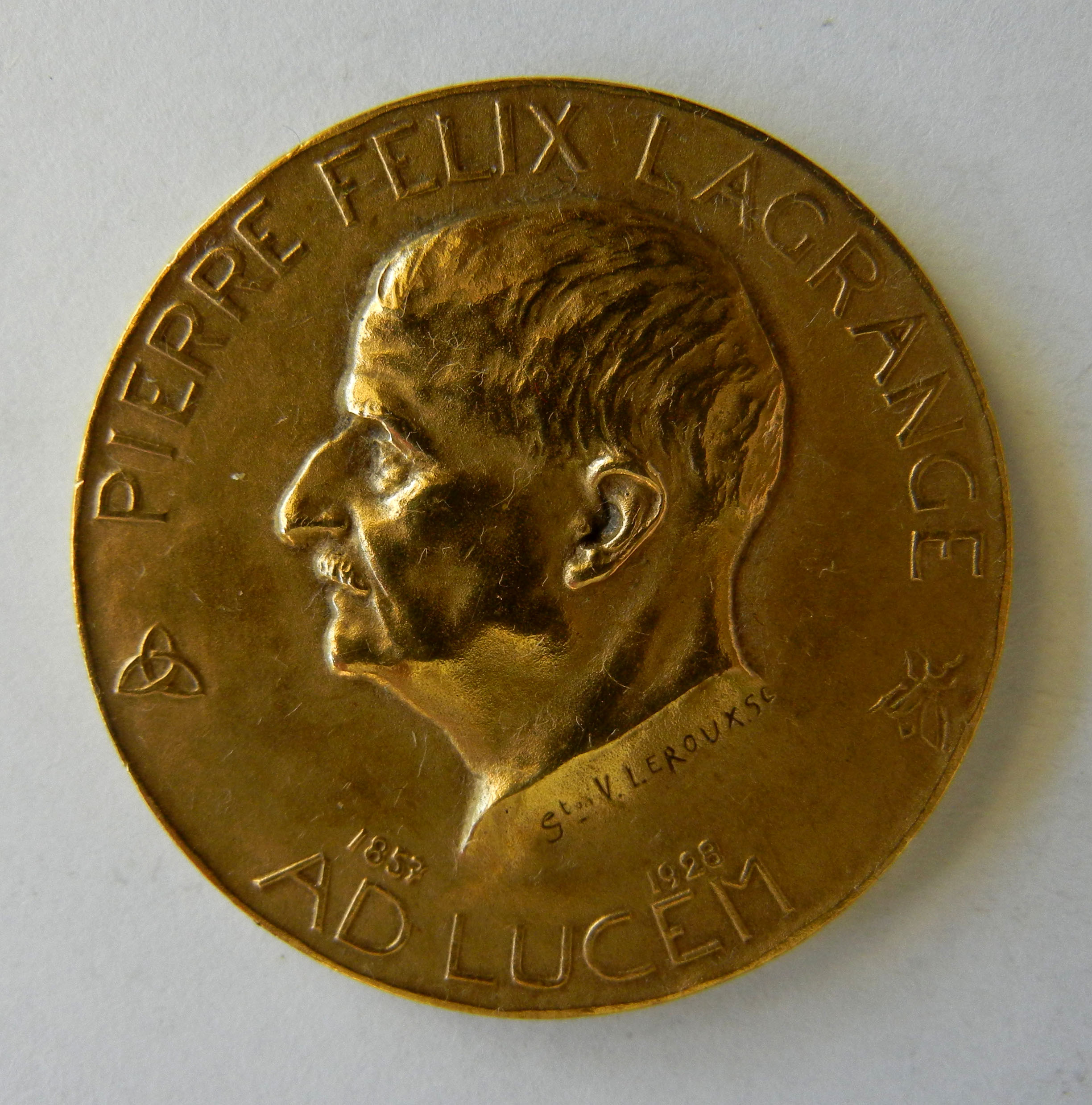
Médaille uniface en bronze doré. Pierre-Félix Lagrange. Ad lucem. Graveur Gaston Veuvenot Leroux (1854-1942). Avers.